# San Antonio de la Cal
San Antonio de la Cal là một đô thị thuộc bang Oaxaca, México. Năm 2005, dân số của đô thị này là 15071 người.